# Uzbecký chanát
Uzbecký chanát (uzbecky Oʻzbek xonligi) byl šejbanidovský stát, který existoval v letech 1428–1471. Navzdory krátké době své existence patřil ke klíčovým mocnostem ve střední Asii. Ovládal nejen téměř celé území dnešního Uzbekistánu, ale i část dnešního Kazachstánu, Turkmenistánu a jižního Ruska. Prvním hlavním městem bylo Čimgi-Tura (dnešní Ťumeň v Rusku), pak to byl Signoq v dnešním Kazachstánu a nakonec krátce Iasy (dnešní Turkestán v Kazachstánu). Zakladatelem a jedním ze dvou panovníků chanátu byl Abu'l Chajr-chán, jemuž k moci významně dopomohl vládce Tímúrovské říše Ulugbeg, ovšem Uzbecký chanát pak získal řadu území právě na úkor Timurovců (například hlavní město Chórezmu Kuňja-Urgenč roku 1431). Část území uzmul také Zlaté hordě. Abu'l Chajrův syn a druhý chán Šejch Hajdar byl zabit v boji se Sibiřským chanátem, čímž se stát rozpadl. Abulchajrovská dynastie ale okolo roku 1500 vytvořila nový stát zvaný Bucharský chanát, do jehož čela se postavil Abu'l Chajrův vnuk Muhammad Šejbání. Ještě před zánikem Uzbeckého chanátu se z něj odštěpila významná skupina nomádů, vedená Žanibekem a Kerejem, která pak založila Kazašský chanát. Abu'l Chajr padl právě v boji z Kazachy.